# 旭化成ライフ&リビング
旭化成ライフ&リビング（あさひかせいライフアンドリビング）は、かつて大阪市北区堂島浜に本社を置いた企業。
2007年4月に、同じく旭化成グループの旭化成ケミカルズへ統合され、現在は存在しない。

## 内容
ホームプロダクツ事業部、パッケージング事業部、旭化成パックス（株）、生産、開発、CSRレポートを担当していた。

## ホームプロダクツ事業部
日用雑貨
- サランラップ
- ジップロック
- ジップロックコンテナー
- クックパー
- 掃除機 紙パック
- ズビズバ

ヘルス＆ビューティーケア
- FOOTSIESTA
- バーバラちょうようせっけん

## パッケージング事業部
機能フィルム営業部
- OPSフィルム
- サランフィルム
- バリアロン-S

フレキシブルパッケージ営業部
- サンテックSフィルム

フォーム製品営業部
- フォーム製品
  - サンテックフォーム
  - メフ